# Ayşe Şahin
Pour les articles homonymes, voir Şahin.
Ayşe Arzu Şahin est une mathématicienne turco-américaine qui travaille sur les systèmes dynamiques. Elle est nommée doyenne du Collège des sciences et des mathématiques de l'Université d'État Wright en juin 2020  et est co-auteure de deux manuels sur le calcul et les systèmes dynamiques.

## Formation et carrière
Şahin est diplômée du Mount Holyoke College en 1988. Elle termine son doctorat en 1994 au College Park de l'Université du Maryland. Sa thèse, intitulée Tiling Representations of {\displaystyle \mathbb {R} ^{2}} Actions et {\displaystyle \alpha } -Equivalence in Two Dimensions, est supervisée par Daniel Rudolph (en). 
Elle rejoint la faculté de mathématiques de l'Université d'État du Dakota du Nord, où elle travaille de 1994 à 2001, date à laquelle elle déménage à l'université DePaul. À DePaul, elle devient professeure titulaire en 2010 et co-dirige un programme de maîtrise en mathématiques au collège. Elle déménage de nouveau à Wright State en tant que présidente du département de mathématiques et de statistique de Wright State en 2015. 

## Livres
En 2017, avec Kathleen Madden et Aimee Johnson, Şahin publie le manuel Discovering Discrete Dynamical Systems through the Mathematical Association of America. Elle est également co-auteure de Calculus : Single and Multivariable (7e éd., Wiley, 2016), un texte dont de nombreux autres co-auteurs incluent Deborah Hughes Hallett, William G. McCallum (en) et Andrew M. Gleason.